# 美和村 (茨城県)
美和村（みわむら）は、かつて茨城県那珂郡にあった村である。
合併により、現在は常陸大宮市美和地区となっている。

## 地理
村域の大半は山地に覆われ、標高400 - 500m級の山々（鷲ノ子〔とりのこ〕山塊）に囲まれている。1980年代の土地利用は畑が3.9%、水田が1.7%で、ほとんどが山林であった。中心集落は高部（たかぶ）。
- 山：尺丈山、鷲子山、青麻山
- 河川：緒川、熊久保川、寄藤沢、七内川、湯の沢、和田川、小田野川、東河戸川、仲河戸川、東河戸川、磯上川

### 隣接していた自治体
- 茨城県
  - 久慈郡大子町
  - 那珂郡山方町
  - 那珂郡緒川村
- 栃木県
  - 那須郡烏山町
  - 那須郡馬頭町

## 歴史

### 沿革
- 1956年（昭和31年）9月29日 - 檜沢村と嶐郷村が合併し、檜沢嶐郷村が発足。檜沢嶐郷村が即日改称して美和村となる。村名は公募による[2]。
- 1970年（昭和45年）4月1日 - 国道293号が制定。
- 1995年（平成7年） - 道の駅みわが開業。
- 2004年（平成16年）10月16日 - 那珂郡山方町、緒川村、東茨城郡御前山村とともに那珂郡大宮町（即日市制・改称、常陸大宮市）へ編入合併され廃止[1]。

### 行政区域変遷
- 変遷の年表

| 美和村村域の変遷（年表） | 美和村村域の変遷（年表） | 美和村村域の変遷（年表）                                                                                               |
| 年                       | 月日                     | 旧美和村村域に関連する行政区域変遷                                                                                     |
| ------------------------ | ------------------------ | --- |
| 1889年（明治22年）       | 4月1日                   | 町村制施行により、以下の村がそれぞれ発足。 - 檜沢村 ← 上檜沢村・下檜沢村・氷之沢村 - 嶐郷村 ← 小田野村・鷲子村・高部村 |
| 1956年（昭和31年）       | 9月29日                  | 檜沢村と嶐郷村が合併し、檜沢嶐郷村が発足。 - 即日、檜沢嶐郷村が即日改称して美和村となる。                              |
| 2004年（平成16年）       | 10月16日                 | 美和村は山方町・緒川村・御前山村とともに大宮町に編入され、消滅。 - 即日、大宮町は改称・市制施行し常陸大宮市になる。    |

- 変遷表

| 美和村村域の変遷表 | 美和村村域の変遷表 | 美和村村域の変遷表 | 美和村村域の変遷表  | 美和村村域の変遷表                         | 美和村村域の変遷表            | 美和村村域の変遷表 |
| 1868年 以前        | 1868年 以前        | 明治22年 4月1日    | 明治22年 - 昭和19年 | 昭和20年 - 昭和64年                        | 平成元年 - 現在               | 現在               |
| ------------------ | ------------------ | ------------------ | ------------------- | ------------------------------------------ | ----------------------------- | ------------------ |
|                    | 小田野村           | 嶐郷村             | 嶐郷村              | 昭和31年9月29日 檜沢嶐郷村 即日改称 美和村 | 平成16年10月16日 大宮町に編入 | 常陸大宮市         |
|                    | 鷲子村             | 嶐郷村             | 嶐郷村              | 昭和31年9月29日 檜沢嶐郷村 即日改称 美和村 | 平成16年10月16日 大宮町に編入 | 常陸大宮市         |
|                    | 高部村             | 嶐郷村             | 嶐郷村              | 昭和31年9月29日 檜沢嶐郷村 即日改称 美和村 | 平成16年10月16日 大宮町に編入 | 常陸大宮市         |
|                    | 上檜沢村           | 檜沢村             | 檜沢村              | 昭和31年9月29日 檜沢嶐郷村 即日改称 美和村 | 平成16年10月16日 大宮町に編入 | 常陸大宮市         |
|                    | 下檜沢村           | 檜沢村             | 檜沢村              | 昭和31年9月29日 檜沢嶐郷村 即日改称 美和村 | 平成16年10月16日 大宮町に編入 | 常陸大宮市         |
|                    | 氷之沢村           | 檜沢村             | 檜沢村              | 昭和31年9月29日 檜沢嶐郷村 即日改称 美和村 | 平成16年10月16日 大宮町に編入 | 常陸大宮市         |

## 地域

### 教育
- 中学校
  - 美和村立美和中学校（2015年新設の常陸大宮市立明峰中学校に統合された）
- 小学校
  - 美和村立美和小学校
- 幼稚園
  - 美和村立美和幼稚園

### 産業
- 林業 - スギ、ヒノキ、マツ[2]
- 農業 - タバコ、コンニャク、シイタケ[2]

## 交通

### 鉄道
村内を鉄道路線は通っていない。鉄道を利用する場合の最寄り駅は、JR東日本水郡線常陸大宮駅。

### 道路
- 一般国道
  - 国道293号[2]
    - 道の駅みわ
- 主要地方道
  - 茨城県道29号常陸太田烏山線[2]
  - 茨城県道32号大子美和線
- 一般県道
  - 茨城県道163号下檜沢上小瀬線
  - 茨城県道234号小田野口中ノ坪線
  - 茨城県道321号上檜沢下小川停車場線

## 名所・旧跡
- 鷲子山上神社

8世紀（西暦700年代）から続き、夜祭（奇祭）などが行われる古い神社。
現在は茨城県と栃木県の県境であるが、もともと藩や県などより起源は古い。
日光東照宮建造のおり諸国から（宮）大工が集められたが、鷲子村からはせ参じた大工が
東照宮建造の技を持ち帰り、龍の彫刻が成られている。地元 鷲子の祭り屋台にもその技が生かされている。（栃木県鹿沼市には、日光東照宮建造後も住み着いた宮大工が多かったという）
照願寺
余談だが、鷲子には、照願寺というお寺があり（上、下）、入り口にある桜は水戸藩の
光圀候（水戸黄門）お手植えと伝えられる。桜がまだあるかどうかは不明。
- 三浦杉
- 花立自然公園